# 基里巴斯国旗
基里巴斯国旗上半部有紅色的天空，金色的軍艦鳥在旭日之上飛過。下半部為藍白相間的波浪，象徵海洋和三大群島。太陽有17度光芒，代表了吉尔伯特群島的16個島和巴納巴島。